# 寺尾勝右衛門
寺尾 勝右衛門（てらお しょうえもん、生年不詳 - 1615年6月4日（慶長20年5月8日））は、安土桃山時代の武将。豊臣秀頼の家臣。勝左衛門とも言う。

## 経歴
1615年（慶長20年）大坂の陣の際真田信繁は、戦場の取次役となった浅井一政に出陣の許可を取るため勝右衛門を送るも、勝右衛門は高齢のため一政が茶臼山へ向い出陣の許可を与えた。同年6月4日（5月8日）大阪城落城後、城内で豊臣秀頼、淀殿らと共に自害した。現在も碑石に名が残る。